# Lindstrom
Lindstrom és una població dels Estats Units a l'estat de Minnesota. Segons el cens del 2000 tenia 3.015 habitants.

## Demografia
Segons el cens del 2000, Lindstrom tenia 3.015 habitants, 1.225 habitatges, i 855 famílies. La densitat de població era de 515,1 habitants per km².
Dels 1.225 habitatges en un 31,1% hi vivien nens de menys de 18 anys, en un 58,4% hi vivien parelles casades, en un 8,2% dones solteres, i en un 30,2% no eren unitats familiars. En el 25,7% dels habitatges hi vivien persones soles el 13,6% de les quals corresponia a persones de 65 anys o més que vivien soles. El nombre mitjà de persones vivint en cada habitatge era de 2,46 i el nombre mitjà de persones que vivien en cada família era de 2,95.
Per edats la població es repartia de la següent manera: un 26% tenia menys de 18 anys, un 6,8% entre 18 i 24, un 26,5% entre 25 i 44, un 22,5% de 45 a 60 i un 18,1% 65 anys o més.
L'edat mediana era de 39 anys. Per cada 100 dones de 18 o més anys hi havia 90,7 homes.
La renda mediana per habitatge era de 44.980 $ i la renda mediana per família de 50.519 $. Els homes tenien una renda mediana de 42.604 $ mentre que les dones 28.163 $. La renda per capita de la població era de 21.195 $. Entorn del 5,7% de les famílies i el 8% de la població estaven per davall del llindar de pobresa.

## Poblacions més properes
El següent diagrama mostra les poblacions més properes.